# 夢にエール!パティシエール♪/いちごのミラクルール
「夢にエール!パティシエール♪/いちごのミラクルール」（ゆめにエール パティシエール/いちごのミラクルール）は、2010年1月20日にコロムビアミュージックエンタテインメント（現・日本コロムビア）から発売されたシングル。

## 概要
初回盤と通常盤との2種類がリリースされ、前者のみマカロン・カップケーキ・白いちごのスイーツマスコットが封入されている。「夢にエール!パティシエール♪」と「いちごのミラクルール」は、テレビアニメ『夢色パティシエール』のオープニングテーマとエンディングテーマとして使用された。2曲とも『夢色パティシエール』の監修を担当したパティシエの青木定治が、プロデュースの形で参加している。また、本作にはオフヴォーカルが収録されていない。
オープニングテーマはコンペで選定された。作曲・編曲で応募した渡部はコンペの話を受けてすぐに原作本を購入。自身のブログで「この曲で落ちたのならもう仕方ない」と思えるほど気合いを込めた、と述べている。
日曜朝7時台で放送された読売テレビ制作全国ネットアニメにおいて、1年間にわたって使用された唯一の主題歌である。
2021年には、IUが歌った韓国語版の「夢にエール!パティシエール♪」に合わせてダンスを踊る「ダンスチャレンジ」がTikTokで流行し始め、韓国国内では11年ぶりにチャート上位に入った。後にJO1の木全翔也もファンからのリクエストに応える形でこのダンスをTikTokで披露、投稿直後にTwitterでファンからの反響が多く寄せられ、一時トレンド入りしている

## 収録曲
1. 夢にエール!パティシエール♪ [3:54]
歌：五條真由美
作詞：青木久美子、作曲・編曲：渡部チェル
2. いちごのミラクルール [3:57]
歌：杉原由規奈
作詞：青木久美子、作曲：吉野ユウヤ、編曲：神津裕之

## カバー
夢にエール!パティシエール♪
- 今井麻美、原由実、沼倉愛美 - 2011年発売のアルバム『THE IDOLM@STER STATION!!! THIRD TRAVEL WANTED』に収録。